# Bettant
Bettant är en kommun i departementet Ain i regionen Auvergne-Rhône-Alpes i östra Frankrike. Kommunen ligger  i kantonen Ambérieu-en-Bugey som ligger i arrondissementet Belley. Kommunens areal är 3,37 km². År 2022 hade Bettant 762 invånare.

## Befolkningsutveckling
Antalet invånare i kommunen Bettant
Referens: INSEE